# Lista de viagens presidenciais de Sebastián Piñera
Esta é uma lista de viagens presidenciais de Sebastián Piñera, o 36º e 38º Presidente da República do Chile. Desde sua posse, em 11 de março de 2018, Piñera visitou mais de dez países todos do continente americano, o que ressalta sua intenção em fortalecer os laços diplomáticos do Chile na região.

## Lista de viagens por país
| Número de visitas | País                                                                   |
| ----------------- | ---------------------------------------------------------------------- |
| 1 visita          | Argentina, Brasil, Colômbia, Costa Rica, Jamaica, México, Panamá, Peru |
| 2 visitas         | Estados Unidos                                                         |

## 2018
| País           | Cidade/Região                            | Período           | Anfitrião                     | Notas |
| -------------- | ---------------------------------------- | ----------------- | ----------------------------- | --- |
| Peru           | Lima                                     | 13-14 de abril    | Martín Vizcarra               | Piñera participou da 8.ª Cúpula das Américas. Em encontro multilateral, o presidente chileno criticou o governo venezuelano pela presente crise política e econômica enfrentada pelo país atualmente e reuniu-se com o homólogos Michel Temer e Mauricio Macri, o Vice-presidente estadunidense Mike Pence e o Primeiro-ministro canadense Justin Trudeau para tratar de assuntos relativos à Aliança do Pacífico. |
| Argentina      | Buenos Aires                             | 25-26 de abril    | Mauricio Macri                | Em sua primeira visita oficial ao país vizinho, Piñera foi recebido por Mauricio Macri, que relatou a necessidade de "fortalecer os esforços entre o Mercosul e a Aliança do Pacífico". Piñera destacou que os acordos firmados entre os dois países na ocasião são "um pacto de liberalização de comércio que abrirá a porta para a troca de bens, serviços e povos". Os dois líderes também discutiram a situação econômica da Venezuela, sobre a qual Macri voltou a "ratificar nosso comprometimento em ajudar o reino da democracia na região", defendendo ainda que a Venezuela estabeleça "um governo democrático com eleições transparentes". Piñera, por sua vez, destacou que ambos os países compartilham "valores e visões" com ênfase na "democracia, liberdade, respeito aos direitos humanos e soberania da lei". |
| Brasil         | Brasília                                 | 27 de abril       | Michel Temer                  | Em sua primeira visita à maior economia da América do Sul, Piñera reuniu-se com o Presidente Michel Temer para discussão de acordos comerciais e projetos de integração. De acordo com Piñera, "o Brasil é o maior parceiro comercial do Chile na América do Sul e o Chile é o segundo maior parceiro comercial do Brasil com um robusto e crescente comércio". O presidente chileno ainda convidou Temer para uma cimeira com Mauricio Macri visando "selar a amizade" entre os três países. Durante a viagem, Piñera reuniu-se também com o Presidente da Câmara dos Deputados Rodrigo Maia e a Presidente do Supremo Tribunal Federal Carmen Lúcia. |
| Jamaica        | Montego Bay                              | 6-8 de julho      | Andrew Holness                | Piñera participou como observador da Cimeira da CARICOM. |
| Costa Rica     | San José                                 | 8-9 de julho      | Carlos Alvarado               | O presidente costa-riquenho Carlos Alvarado elogiou Piñera por sua posição na crise política da Nicarágua. Os dois líderes firmaram acordos de cooperação em áreas de meio-ambiente, igualdade de gênero e segurança social. Além disto, houve uma cerimônia de celebração dos vinte anos do Acordo de Livre Comércio Chile-América Central. |
| Panamá         | Cidade do Panamá Zona do Canal do Panamá | 9-10 de julho     | Juan Carlos Varela            | Piñera foi recebido pelo presidente panamenho Juan Carlos Varela. Os líderes assinaram acordos de cooperação em questões humanitárias e desenvolvimento econômico e destacaram o interesse em explorar o turismo marítimo e aprimorar a prevenção de catástrofes naturais. Sebastián Piñera citou os desenvolvimentos nas relações entre os dois países após dez anos do acordo de livre comércio e expressou o desejo de continuar avançando no apoio a adesão do Panamá na Aliança do Pacífico. Os dois presidentes cruzaram uma seção do Canal do Panamá a bordo da fragata Esmeralda da Marinha Chilena. O Chile foi o primeiro país a utilizar o Canal do Panamá e atualmente é a terceira maior economia a investir na região.                                                                                             |
| Estados Unidos | Sun Valley                               | 10-11 de julho    |                               | No encerramento de sua terceira rodada de viagens internacional, Piñera visitou o Fórum Tecnológico de Sun Valley, onde reuniu-se com líderes das maiores companhias de tecnologia do planeta, entre os quais: Tim Cook, Sundar Pichai e Mark Zuckerberg. Paralelamente, reuniu-se com Jeff Bezos sobre a possível instalação de uma sede regional da Amazon no Chile. Piñera destacou que as reuniões serviram para analisar as alianças estratégicas do Chile nas áreas de educação, modernização do Estado e economia digital. |
| México         | Puerto Vallarta                          | 23-24 de julho    | Enrique Peña Nieto            | Na XIII Cúpula da Aliança do Pacífico, Piñera celebrou a "nova fase" do grupo, também comemorando a aproximação do Mercosul, e mencionou que pretende fortalecer os laços com os 55 países observadores da aliança. Os países da Aliança do Pacífico e da Mercusul prevêem uma agenda para 2030 com os objetivos da ONU. Piñera manteve reuniões bilaterais com Michel Temer (Brasil), Enrique Peña Nieto (México) e Tabaré Vásquez (Uruguai). |
| Colômbia       | Bogotá                                   | 7 de agosto       | Iván Duque                    | Ele participou da Cerimônia de Posse do Presidente da Colômbia Iván Duque. |
| Estados Unidos | Nova York Washington, D.C.               | 25-28 de setembro | Antonio Guterres Donald Trump | Em seu discurso na 73ª Assembléia Geral da ONU, Piñera disse que o Chile "ajudará os venezuelanos com todos os instrumentos do direito internacional a recuperar suas liberdades, democracia e respeito aos direitos humanos". Em 28 de setembro, ele conheceu Donald Trump na Casa Branca. O presidente americano disse que a Venezuela é um "desastre" e precisa ser "limpa". Piñera concordou com a situação na Venezuela, mas disse que se opunha a uma intervenção militar no país. |